# Franc Drobne
Franc Drobne, slovenski geolog in hidrogeolog, * 13. julij 1931, Celje - umrl 2011.

## Življenje in delo
Diplomiral je 1955 na ljubljanski Prirodoslovno-matematično-filozofski fakulteti, na kateri je bil nato v letih 1956−1967 asistent na oddelku za geologijo. Nato se je zaposlil na Geološkem zavodu v Ljubljani, nazadnje kot vodja področja za hidrogeologijo. Raziskoval je težke minerale v oligocenskih in miocenskih plasteh Posavskih gub. Na Geološkem zavaodu Ljubljana je vodil regionalne hidrološke raziskave na porečjih Drave, Mure, Save, Savinje Soče in  Sotle. Sodeloval je pri projektiranju pretočnih hidroelektraren na Savi in Muri, pri iskanju pitne vode ter pri izdelavi inženirske in hidrogeološke karakteristike 22 variant avtocestnega predora Karavanke. Sam ali v soavtorstvu s sodelavci je objavil več kot 100 člankov in elaboratov.